# مغاث
مغاث (بالفارسية: مغاث) هي قرية تقع في قسم كاخك الريفي في إيران. يقدر عدد سكانها بـ 0 نسمة بحسب إحصاء 2016.